# Pérez Prado
Pérez Prado (Matanzas, 1916. december 11. – Mexikóváros, 1989. szeptember 14.) kubai zenekarvezető, zongorista, zeneszerző.

## Pályakép
A zenekara a mambóval lett hazájában a legnépszerűbb együttes, majd ő tette világszerte népszerűvé az 1940-es években. A fia, Pérez Prado Jr. folytatta apja pályáját, a leghíresebb mambó-zenekar vezetője lett Mexikóvárosban.
Édesanyja tanítónő, apja újságíró volt. Zongorázást és orgonát is tanult. Felnőve zongoristaként dolgozott, majd 1940-ben Mexikókan létrehozta saját zenekarát.
Legismertebb szerzeményi közé tartozik a Mambo No. 5  és a Mambo No. 8. 1955-ben első helyezést ért el általa feldolgozott Cherry Pink and Apple Blossom White csacsacsa verziója az Egyesült Államokban, majd az Egyesült Királyságban és Németországban is. 1958-ban a „Patricia” című szerzeménye első helyezést ért el sok listán.
A 70-es években Prado családjával Mexikóban telepedett le.
Népszerűsége meghozta a sikert Amerikában, majd szerte a világon a latin zenének.

## Lemezek
- 1950: Plays Mucho Mambo for Dancing (and His Orchestra)
- 1951: Mambos (and His Orchestra)
- 1955: Mambo Mania (and His Orchestra)
- 1955: Voodoo Suite Plus Six All-Time Greats
- 1956: Havana, 3 A.M. (and His Orchestra)
- 1956: Mambo by the King (and His Orchestra)
- 1957: Latin Satin (and His Orchestra)
- 1957: Mambo Happy!
- 1958: Dilo (Ugh!) (and His Orchestra)
- 1958: Mambo en Sax
- 1958: Patricia (and His Orchestra)
- 1958: Perez Prado and His Famous Latin Orchestra
- 1958: Great Mambos and Other Latin American Favorites
- 1959: Prez
- 1959: Pops and Prado (and His Orchestra)
- 1959: La niña popof – Volumen V
- 1960: Big Hits by Prado (and His Orchestra)
- 1960: A Touch of Tabasco
- 1961: La Chunga (and His Orchestra)
- 1961: Rockambo (and His Orchestra)
- 1961: Latin Dance Rhythms (and Armand Torres)
- 1961: Recordando (Beny More con las Orquestas de Pérez Prado, Mariano Merceron, Rafael De Paz)
- 1961: Latino! (and His Orchestra)
- 1962: Now! Twist Goes Latin (and His Orchestra)
- 1962: Exotic Suite of the Americas (and His Orchestra)
- 1963: Our Man in Latin America (and His Orchestra)
- 1964: Dengue
- 1964: In Mexico (and Carlos Molina)
- 1965: Lights! Action! Prado! (and His Orchestra)
- 1965: Cha-Cha Festival (All-Star Orchestra of Pérez Prado en All-Star Orchestra with Ignacio Pavon)
- 1965: Dance Latino
- 1965: Perez Prado in Japan
- 1966: Perez Prado e la sua famosa Orchestra (and His Orchestra)
- 1967: Concierto para bongo
- 1968: Estas si viven (The Living End)
- 1969: Dansons le Mambo (and His Orchestra)
- 1969: Mélange des Îles Antillaises / Bamba
- 1969: El Senor Ritmo Perez Prado
- 1970: Dimension (and His Orchestra)
- 1970: Mambo (and His Orchestra)
- 1970: Perez Prado 70
- 1971: Patricia
- 1972: I Love Napoli
- 1972: Mas exitos con el rey del Mambo (and His Orchestra)
- 1972: Mambo Jambo
- 1972: ¡Mambo!
- 1973: Perez Prado y su Mambo Cuadrafonico
- 1974: ¡Viva Santana! Con Perez Prado '74
- 1976: Guantanamera (and His Orchestra)
- 1981: El rey del Mambo Pérez Prado hoy
- 2014: Escandalo
- 2014: Don Alfio

## Filmek
- Serenade in Acapulco (1951)
- Underwater! (1955)
- Cha-Cha-Cha Boom! (1956)
- Girls for the Mambo-Bar (1959)